# 帕尔梅里纳
帕尔梅里纳是巴西伯南布哥州的一个市镇。总面积200.5平方公里，总人口8454人，人口密度42.2人/平方公里。